# Oxetan-2-one
| Oxetan-2-one                                |
| ------------------------------------------- |
| Oxetan-2-one (allgemeine Formel) (β-Lacton) |
| Oxetan-2-on                                 |
| Diketen                                     |

Oxetan-2-one sind cyclische Ester (Lactone), die sich von β-Hydroxycarbonsäuren ableiten. Der unsubstituierte Grundkörper dieser Stoffgruppe ist das Oxetan-2-on (Propiolacton) mit der Summenformel C3H4O2.
Oxetan-2-one können auch als α-Oxo-Derivate der Stoffgruppe der Oxetane eingeordnet werden.
Das industrielle bedeutendste Oxetan-2-on ist Diketen.

## Herstellung
Oxetan-2-one besitzen die Grundstruktur der β-Lactone.
Sie können nach verschiedenen Verfahren hergestellt werden:
- Wasserabspaltung aus β-Hydroxycarbonsäuren unter Einwirkung von Phenylsulfonylchlorid (PhSO2Cl) in Pyridin.[1]

- Die Umsetzung von Ketenen  mit Aldehyden liefert in Gegenwart von Lewis-Säure (z. B. BF3 oder ZnCl2) das entsprechend substituierte Oxetan-2-on,[1] z. B.

- Diketen entsteht durch die Dimerisierung von Keten:[1]

Aus Fettsäuren kann über das Carbonsäurechlorid ein alkyliertes Keten hergestellt werden, das schnell zu einem dialkylierten Ketendimer cyclisiert. Diese Ketenwachse werden zur Hydrophobierung (Leimung) von Papieren verwendet.

## Reaktivität
Bei der Umsetzung von Diketen 1 mit Ethanol entsteht Acetessigsäureethylester 2:
Analog reagiert Diketen mit substituierten aromatischen Aminen zu Acetoacetaniliden (Arylide), die Vorstufen für meist gelbe, orange oder rote Azofarbstoffe und Azopigmente darstellen.
Die industrielle Synthese des Süßstoffs Acesulfam-K beruht auf der Umsetzung von Diketen mit Amidosulfonsäure und Cyclisierung mittels SO3.